# پیانو ۱ (آلبوم)
 پیانو۱ نام یک آلبوم موسیقی اثر  مرتضی محجوبی، هنرمند ایرانی است که در سبک سنتی تهیه شده و دارای ۷ آهنگ است.

## فهرست آهنگ‌ها
| ردیف | آهنگ        |
| ۱    | افشاری      |
| ۲    | بیات ترک    |
| ۳    | چهارگاه     |
| ۴    | دشتی        |
| ۵    | همایون      |
| ۶    | بیات اصفهان |
| ۷    | اصفهان      |